# Kamaiya
Kamaiya est un système de la servitude pour dettes au Népal. Les personnes concernées par ce système sont également appelées kamaiya ou kamaiyas.
Traditionnellement, des gens qui n'avaient ni terre ni travail et ne pouvaient donc pas assurer leur subsistance empruntait à des grands propriétaires qui leur permettaient de survivre et se nourrir. En échange, ils devaient vivre et travailler sur les terres des propriétaires et devenaient quasiment des serfs. Quand même, leurs dettes augmentaient et des entières familles sont tombés dans une dépendance de façon semblable à l'esclavage pour des générations.
Le système kamaiya concernait spécialement des membres de l'ethnie Tharu à l'ouest du Népal et des dalits (intouchables) dans le pays entier. 

## Abolition
Suite des protestations croissantes, le gouvernement népalais a déclaré le système kamaiya aboli au 17 juillet 2000 ; il a déclaré tous les kamaiyas libres et leurs dettes annulées. L'abolition fut réaffirmée par le Kamaiya Labour (Prohibition) Act du 2002. Quelque 18 400 familles (70 000 – 100 000 personnes) ont été identifiées comme kamaiyas et libérées. Pour combattre la pauvreté de ces personnes – la cause principale de ce système –, on leur a promis une réhabilitation et des terres à cultiver. Tandis que la libération des kamaiyas de l'esclavage pour dettes est largement imposée, toutefois la transposition de ces mesures d'assistance ne progresse que lentement. Beaucoup de kamaiyas ont été congédiés par leurs propriétaires à la pauvreté, sans recevoir aucun soutien. Des autres ont reçu de la terre, mais qui était inutilisable pour l'agriculture.
Des organisations pour les droits de l'homme comme Anti-Slavery International considèrent aussi qu'il reste encore des milliers de personnes soumises à ce système.